# Димитър Давидов
Димитър Давидов е български просветен деец и духовник от Македония.

## Биография
Димитър Давидов е роден в Криворечна паланка, тогава в Османската империя. Учи в кривопаланечкото училище през 1855 година, а между 1864 – 1886 година самият той е учител в него. Дълги години е член в настоятелството на Паланечката българска община. По-късно се замонашва. По-късно е учител в девическото педагогическо училище в София.
От 1 януари 1916 година е пратен като временен архиерейски наместник в Криворечна Паланка, където до 30 юли 1919 година е енорийски свещеник. След това живее в Кюстендил, а от юни 1920 година – в София.
През 1917 година подписва Мемоара на българи от Македония от 27 декември 1917 година.
През септември 1927 година заминава за Македония.
Димитър Давидов получава народна пенсия като заслужил по Възраждането и народопросветното дело в Македония с решение на XVII народно събрание от 21 юли 1914 година.

## Семейство
Синът му Васил завършва Богословския факултет в Черновиц в 1910 година. При избухването на Балканската война в 1913 година е доброволец в Македоно-одринското опълчение на Българската армия.
Синът му Венцеслав завърша с петнадесетия випуск Солунската българска мъжка гимназия, македоно-одрински опълченец в ларзарета на МОО През 1927 годиниа е председател на контролната комисия на Паланечко благотворително братство.
Синът му Петър Димитров към 1930 година е капитан от Българската армия; живее  в София.